# Vanand
Vanand (in armeno Վանանդ?) è un comune dell'Armenia di 1 070 abitanti (2009) della provincia di Armavir.